# Philodendron xanadu
Philodendron xanadu là một loài thực vật có hoa trong họ Ráy (Araceae). Loài này được Croat, Mayo & J.Boos miêu tả khoa học đầu tiên năm 2002 publ. 2003.

## Hình ảnh

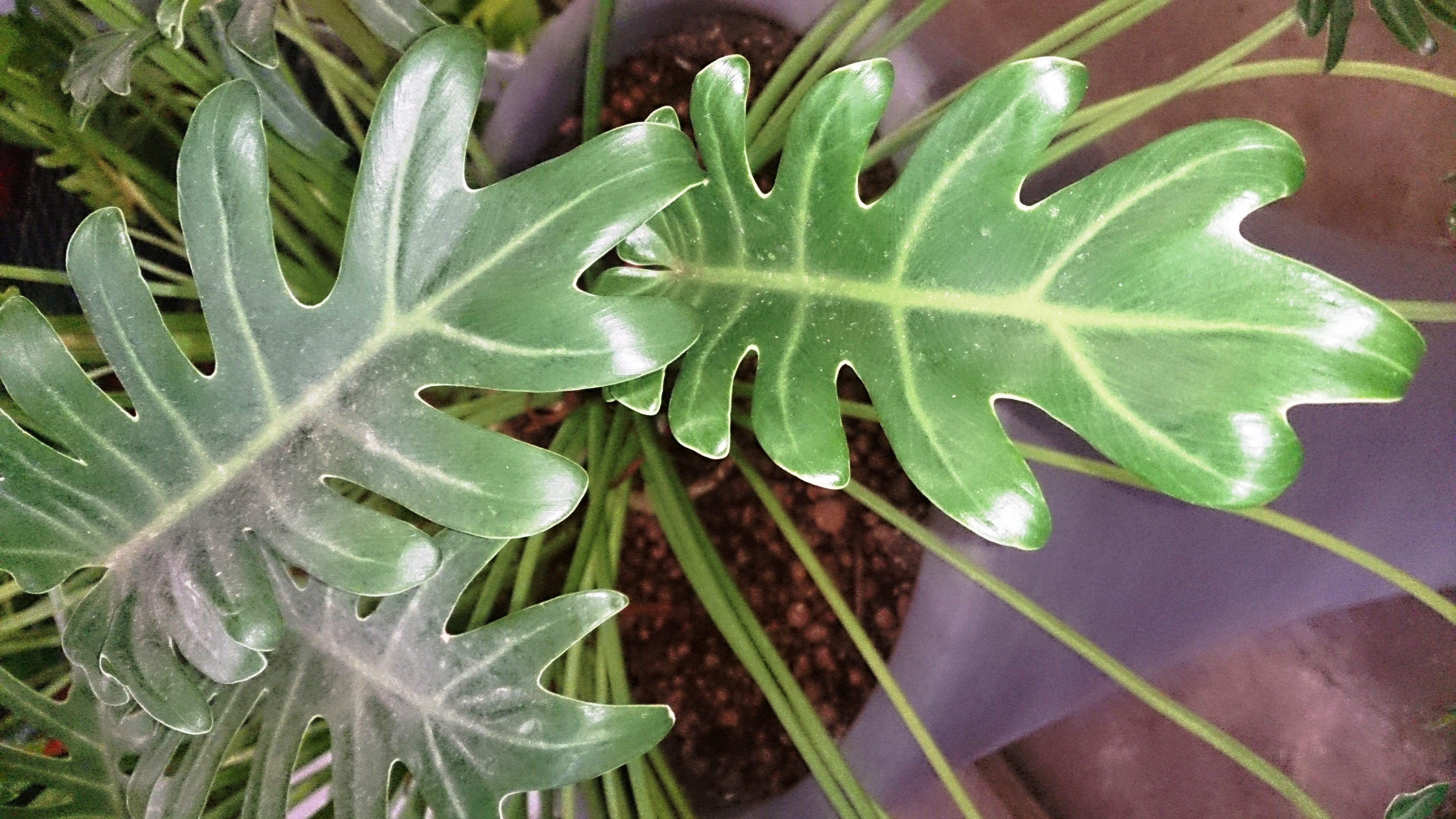
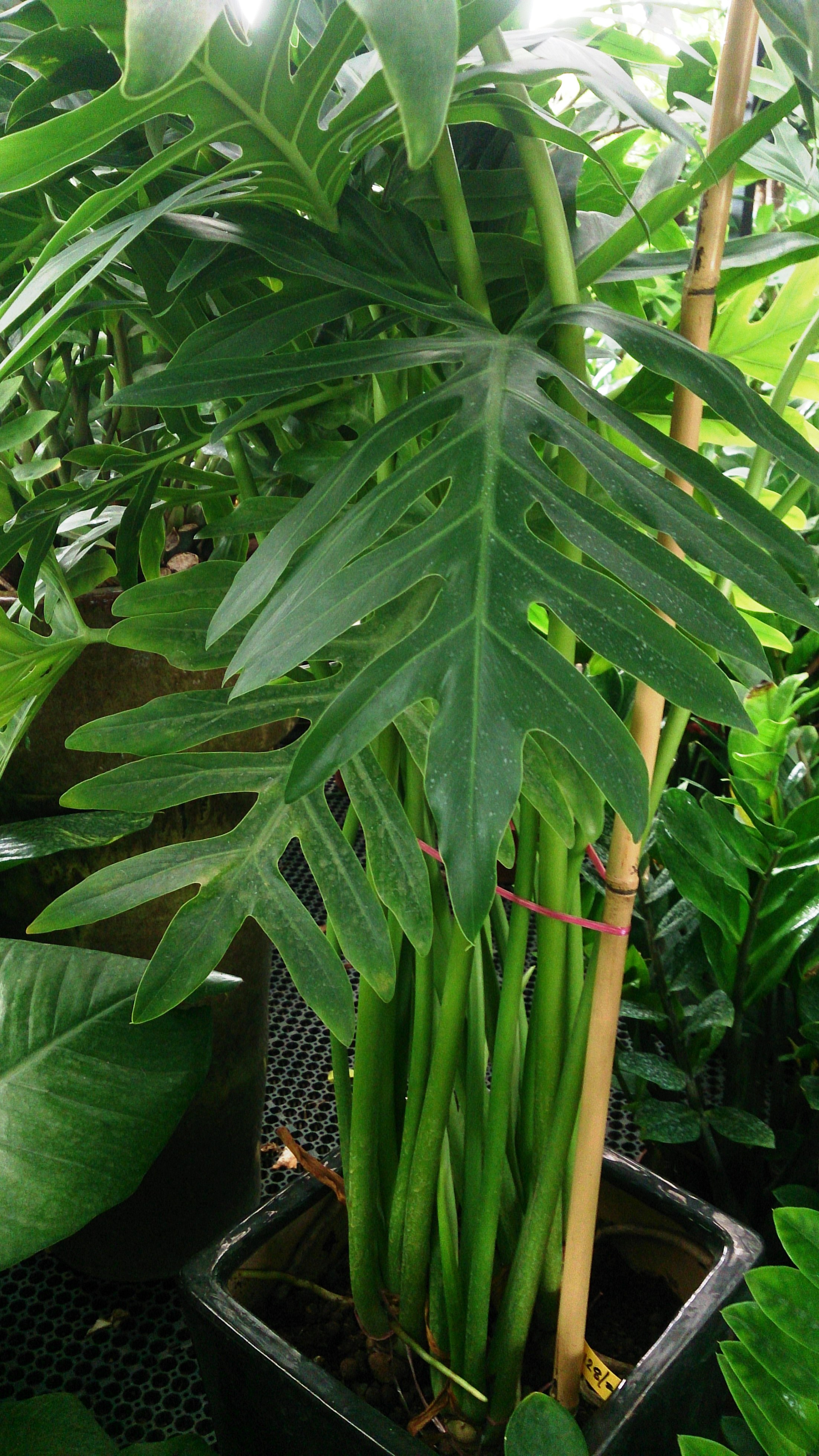
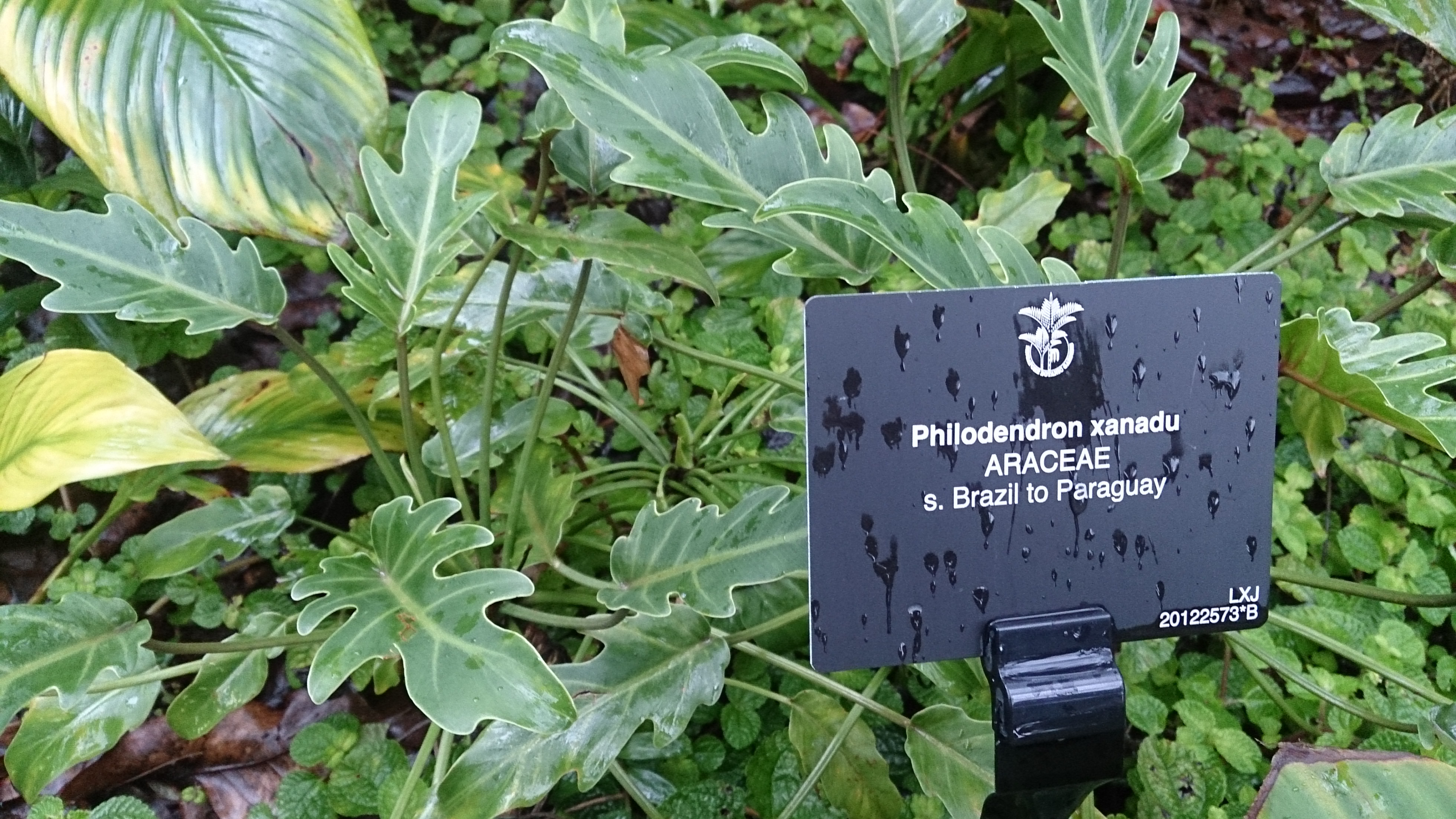